# Litsea ligustrina
Litsea ligustrina är en lagerväxtart som först beskrevs av Christian Gottfried Daniel Nees von Esenbeck, och fick sitt nu gällande namn av Henry Trimen. Litsea ligustrina ingår i släktet Litsea och familjen lagerväxter. Inga underarter finns listade i Catalogue of Life.